# Barrage de Tokuyama
Le barrage de Tokuyama est un barrage sur le fleuve Ibi au Japon. Sa construction commença en 2000 et se termina en 2008. Long de 427 m et haut de 161 m, il est associé à une centrale hydroélectrique d'une capacité de 153 MW. Il est géré par la Japan Water Agency.